# سلطنة البنغال
سلطنة البنغال (بالبنغالية: বাঙ্গালা / বঙ্গালা) وشاهي بانغالا (بالفارسية: شاهی بنگاله شاهي البنغالية، البنغالية: শাহী বাঙ্গলা)، تمركزت الامبراطورية طيلة القسم الأعظم من تاريخها في البنغال في القرن الرابع عشر والخامس عشر والسادس عشر، كانت القوة المهيمنة في دلتا نهر الغانج، عاصمتها الامبراطورية واحدة من أضخم المدن في العالم. تتألف سلطنة البنغال من عدة ولايات تابعة لها، تتضمن أوديشا في الجنوب الغربي وأركان في الجنوب الشرقي وترابيورا في شرقي الامبراطورية. في أوائل القرن السادس عشر بلغت سلطنة البنغال ذروة نموها الإقليمي بعد سيطرتها على ولايتيّ كاماروب وكاماتا في الجهة الشمالية الشرقية للإمبراطورية، ومنطقة جوانبور وبهار في الغرب. اشتهرت بكونها إمبراطورية تجارية مزدهرة وواحدة من أقوى ولايات اّسيا. بدأ انحدارها في فترة خلو العرش على يد الصوريين، تبعه الغزو المغولي وتفككت إلى ممالك صغيرة. كانت سلطنة البنغال تتبع النظام الملكي الإسلامي السني في الحكم، بوجود نخبة من الأتراك الهنديين والعرب والحبشيين ومسلمين بنغاليين. كانت مشهورة لتعدديتها الدينية، حيث عاشت الجماعات الغير مسلمة بسلام مع المسلمين، كانت اللغة البنغالية الأكثر انتشارًا بين السكان، استخدموا اللغة الفارسية في التعاملات الرسمية والتجارية والدبلوماسية. سميت مدن السلطنة البنغالية بدور سك العملات حيث سُكت عملة تاكا التاريخية. زُينت مدنها بمباني يعود تصميمها للعصور الوسطى. في عام 1500، صُنفت العاصمة الملكية خاودا كخامس أكثر المدن ازدحامًا بالسكان في العالم، ومدن أخرى لابد من ذكرها كالعاصمة الملكية بونه، وسونارغون التي تعد مركز اقتصادي، ومدينة المساجد في باجيرهات، وشيتاغونغ وميناءها التي تعد مركز تجاري هام.
كان لدى السلطنة البنغالية صلات بولايات في اّسيا وأفريقيا والمحيط الهندي وأوروبا عبر طرق تجارية بحرية وبرية. كانت السلطنة البنغالية مركز تجاري مهم في خليج البنغال، جذبت مهاجرين وتجار من مختلف بقاع الأرض. تاجرت السفن البنغالية والتجار عبر المنطقة وصولًا لجزيرة ملقة والصين وجزر المالديف. وصف المعاصرون الأوربيون والزوار الصينيون السلطنة البنغالية بالمملكة المزدهرة نسبيًا، نظرًا لوفرة البضائع فيها، وُصفت بأنها أغنى دولة تصلح للتعاملات التجارية. تركت السلطنة البنغالية إرثًا معماريًا عظيم. تُظهر مباني تلك الحقبة انعكاسات العمارة الأجنبية مدمجة بأسلوب العمارة البنغالية المتميز. كانت السلطنة البنغالية تمتلك السلطة الأكبر والأكثر هيبة من بين دول العصور الوسطى التي حكمها مسلمون في تاريخ البنغال.

## نبذة تاريخية

### خلفية (القرنين الثالث والرابع عشر)
انغمست السلطنة البنغالية تدريجيا بسلطنة دلهي خلال عام 1200، بدأ الأمر بغزو الملك اختيار الدين محمد بن بختيار الخلجي لمدينة خاودا بين عاميّ 1202 و1204، خلال فترة حكم محمد الغوري. بعد اغتيال الملك اختيار الدين محمد بن بختيار الخلجي على يد ضابطه علي مردان في عام 1206، أدار البنغال عدة ملوك ينتمون إلى قبيلة الخلجي (باستثناء فترة خلو العرش على يد علي مردان)، حتى أرسل سلطان دلهي شمس الدين التتمش قواته تحت قيادة ابنه ناصر الدين محمود بن التتمش ليخضع البنغال لسلطة سلطنة دلهي المباشرة. أعلن الملك التتمش البنغال مقاطعة تابعة لدلهي في عام 1225. حاول سلاطين دلهي حكم البنغال عن طريق محافظين معينين، على أية حال، فشلت دلهي بذلك، نظراُ للمساحات الشاسعة التي تفصلها عن البنغال. تمرد الحكام الطموحين وحكموا بشكل مستقل حتى قمعتهم سلطنة دلهي عسكريًا، إلا أنه كان هنالك العديد من المتمردين الكفؤ، مثل يزبك شاه (1257) وطغرل طوغان خان (1271 – 1282) وشمس الدين فيروز شاه (1301 – 1322)، وقام الأخير بغزو سيلهيت وأنشأ حكومة قوية في شرقي وجنوب غربي البنغال. أعاد السلطان الدلهي غياث الدين تغلق ترتيب المقاطعات وقسمها إلى ثلاث مناطق إدارية، سونارغون شرق البنغال، خاودا شمال البنغال، وساتغون جنوب البنغال. وحتى هذه التسوية فشلت، بحلول عام 1338، حكم المقاطعات الثلاث سلاطين انفصاليين، متضمنًا بذلك السلطان فخر الدين مبارك شاه في سونارغون، والسلطان علاء الدين علي شاه في خاودا، وشمس الدين الياس شاه في ساتغون. غزا فخر الدين مدينة شيتاغونغ في عام 1340، وخلفه ابنه اختیار الدین غازی شاه عام 1349. هزم شمس الدين الياس شاه (أو الياس شاه) علاء الدين شاه وأمّن سيطرته على خاودا. بعد ذلك، هزم اختيار الدين غازي شاه سلطان مدينة سونارغون. بحلول 1352، برزت انتصارات الياس شاه من بين الثلاثي البنغالي.

### سلطنة البنغال في بداياتها (القرنين الرابع والخامس عشر)
أعلن الياس بونه كعاصمة لدولته. وضم دلتا نهر الغانج ودلتا نهر براهمابوترا ودلتا نهر ميجنا إلى سلطنة البنغال. شن الياس شاه حروبًا وغارات على مدن وممالك عديدة في شبه القارة الشرقي. غزا شرق البنغال وشمال بهار. قاد أول جيش إسلامي نحو نيبال، وأغار على وادي كاتماندو، وعاد إلى البنغال محملًا بالكنوز. سيطر على المنطقة الممتدة بين أسام في الشرق إلى فاراناسي في الغرب. في عام 1353 هُزم الياس شاه على يد السلطان الدلهي فيروز شاه تغلق خلال حصار حصن ايكدالا خلال الحرب بين السلطنة البنغالية وسلطنة دلهي، واففت البنغال على دفع جزية لسلطنة دلهي، رغم خسارته للعديد من المناطق المحتلة، أحكم الياس شاه سيطرته على البنغال. أسس الياس شاه سلالة الياس شاه الحاكمة الهندية التركية، والتي حكمت البنغال لخمس عشرة عقدًا، هزم ابنه وخليفته اسكندر شاه السلطان الدلهي فيروز شاه تغلق في ظل حصار حصن ايكدالا الثاني عام 1359. وقع كلًا من البنغال ودلهي معاهدة سلام.
كفلت معاهدة السلام استقلال البنغال لمدة قرنين. استمر حكم اسكندر شاه لثلاثة عقود. بُني مسجد أدينا في عهده، على طراز الجامع الأموي، اسلوب معماري استخدُم في فترة إدخال الإسلام إلى مناطق جديدة. خلال هذا الوقت، سيطر الهندوسي زمندار على معظم الأراضي الزراعية، الأمر الذي سبب توترًا بينه وبين مسلميّ تلقدار. أصبحت البنغال المملكة الحدودية الشرقية من بين الدول الإسلامية في العصور الوسطى. في القرن الرابع عشر امتدت المملكة الإسلامية من الأندلس غربًا إلى شبه القارة الهندية شرقًا. كان لدى الممالك الإسلامية نخبة متعددة القوميات. استخدموا اللغتين العربية والفارسية كلغات محلية. استُخدمت اللغة الفارسية في التعاملات الدبلوماسية والتجارية، أما العربية كانت تستخدم لأداء الطقوس الدينية من قِبل رجال الدين. أصبحت اللغة البنغالية في البنغال اللغة الرسمية للمحاكم واللغة العامية الرئيسية في ظل حكم إسلامي. بدأ السلطان الثالث غيث الدين عزام شاه توسيع نفوذ البنغال في الخارج. بدأ بإرسال سفارات إلى أسرة مينغ الحاكمة في الصين، والتي استمرت كتقليد لاحقًا خلال حكم خلفاءه. كما تبنى غيث الدين مشروعات بناء في شبه الجزيرة العربية، تبادل الرسائل والشعر مع الشاعر الفارسي حافظ الشيرازي. تعهد السلاطين البنغاليين بالولاء الشكلي للدولة العباسية في القاهرة. غالبًا ما كان يُحفر على عملات السلاطين البنغال اسم الخلافة العباسية الحديثة. عقد غيث الدين عزام بلاطه في المدينة البنغالية المركزية سونارغون، بالإضافة إلى مدينة بونه. ذكرت حسابات السفر لمبعوثي دولة الصين على أن السلطان عاش في قصر قرب الميناء الداخلي لمدينة سونارغون. تضمن ميناء النهر نقاط تواصل بحرية مع الصين وجنوب شرق آسيا والشرق الأوسط. في عام 1406، وجد ما هوان.

## معرض صور

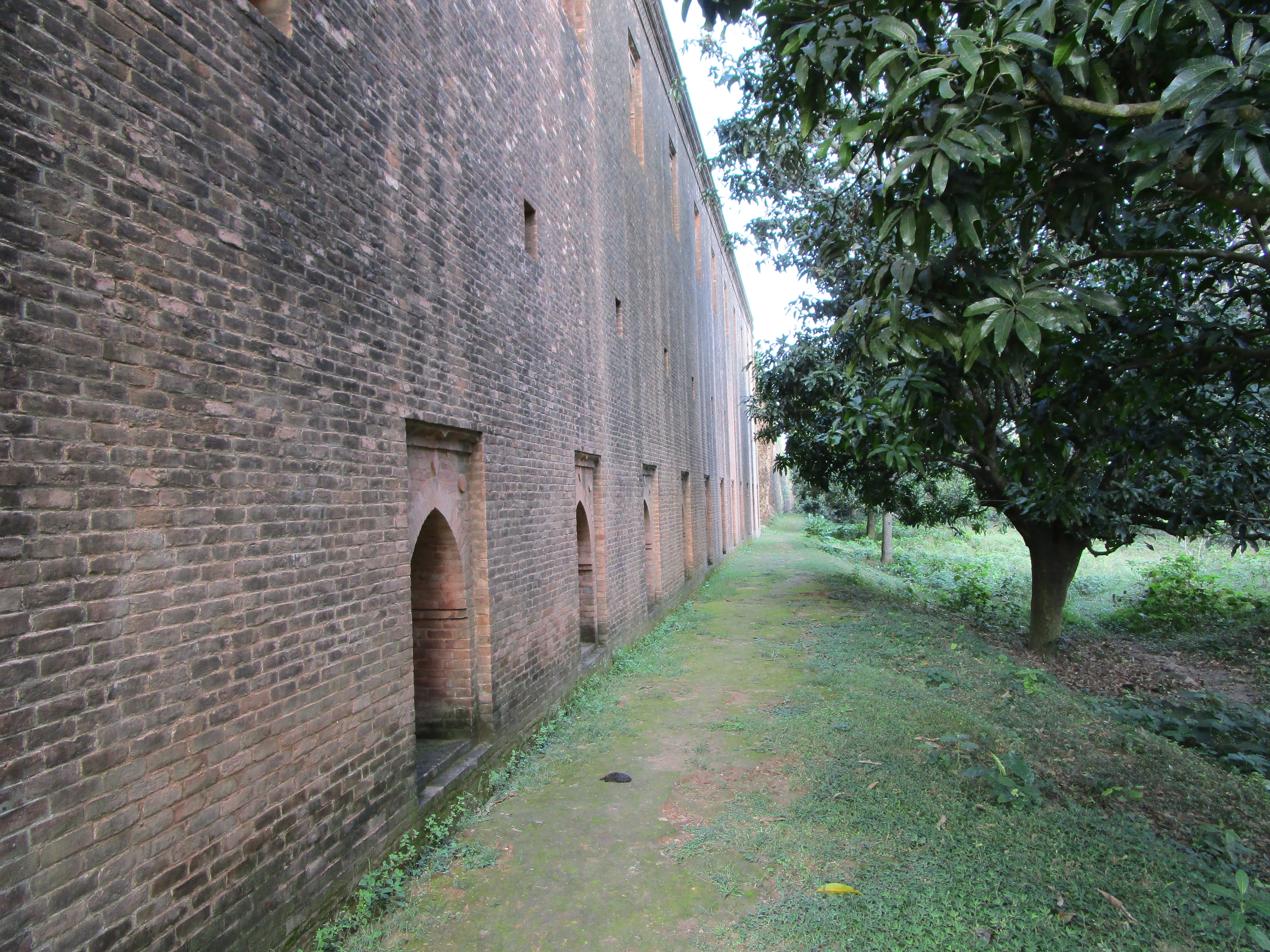
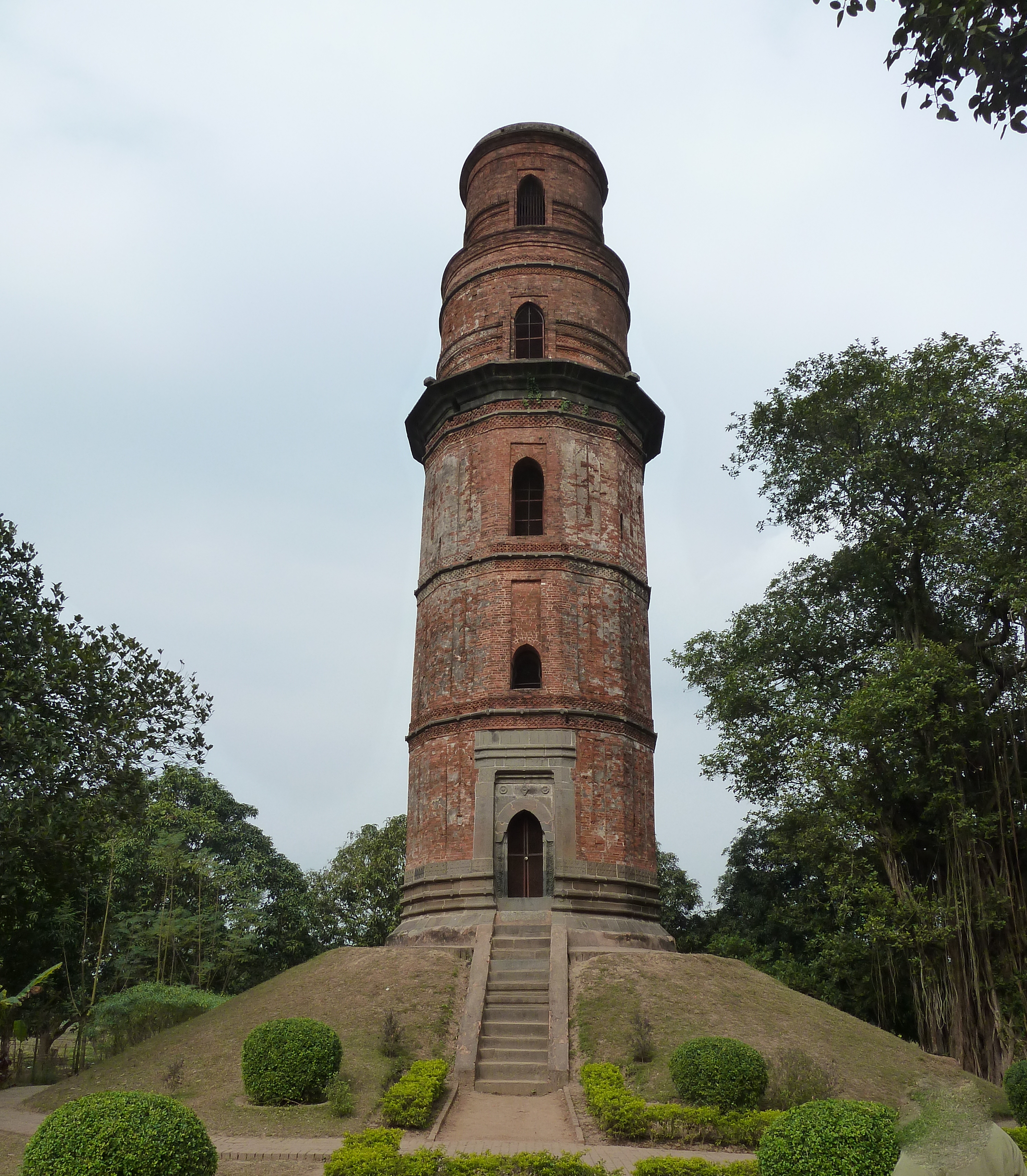
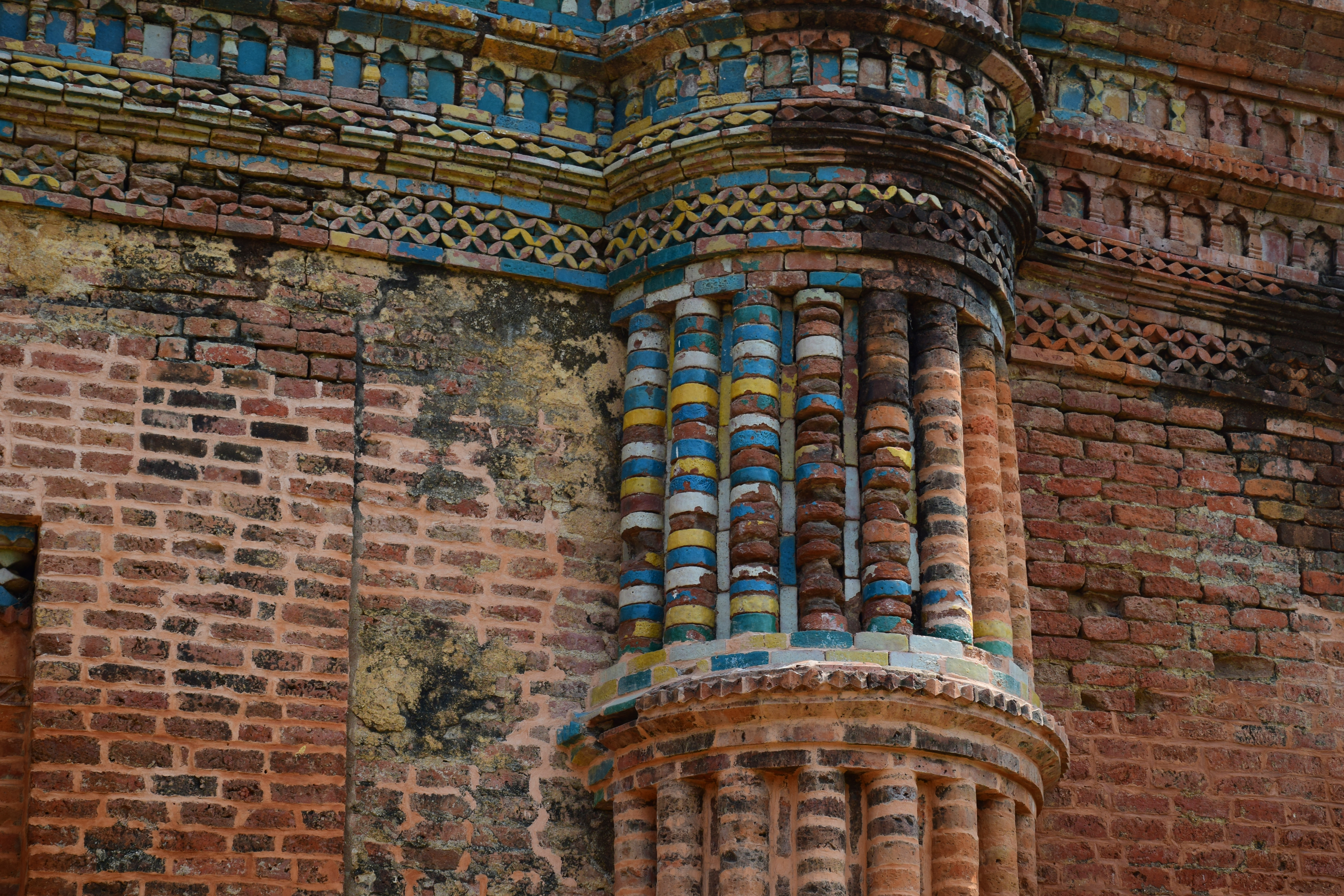
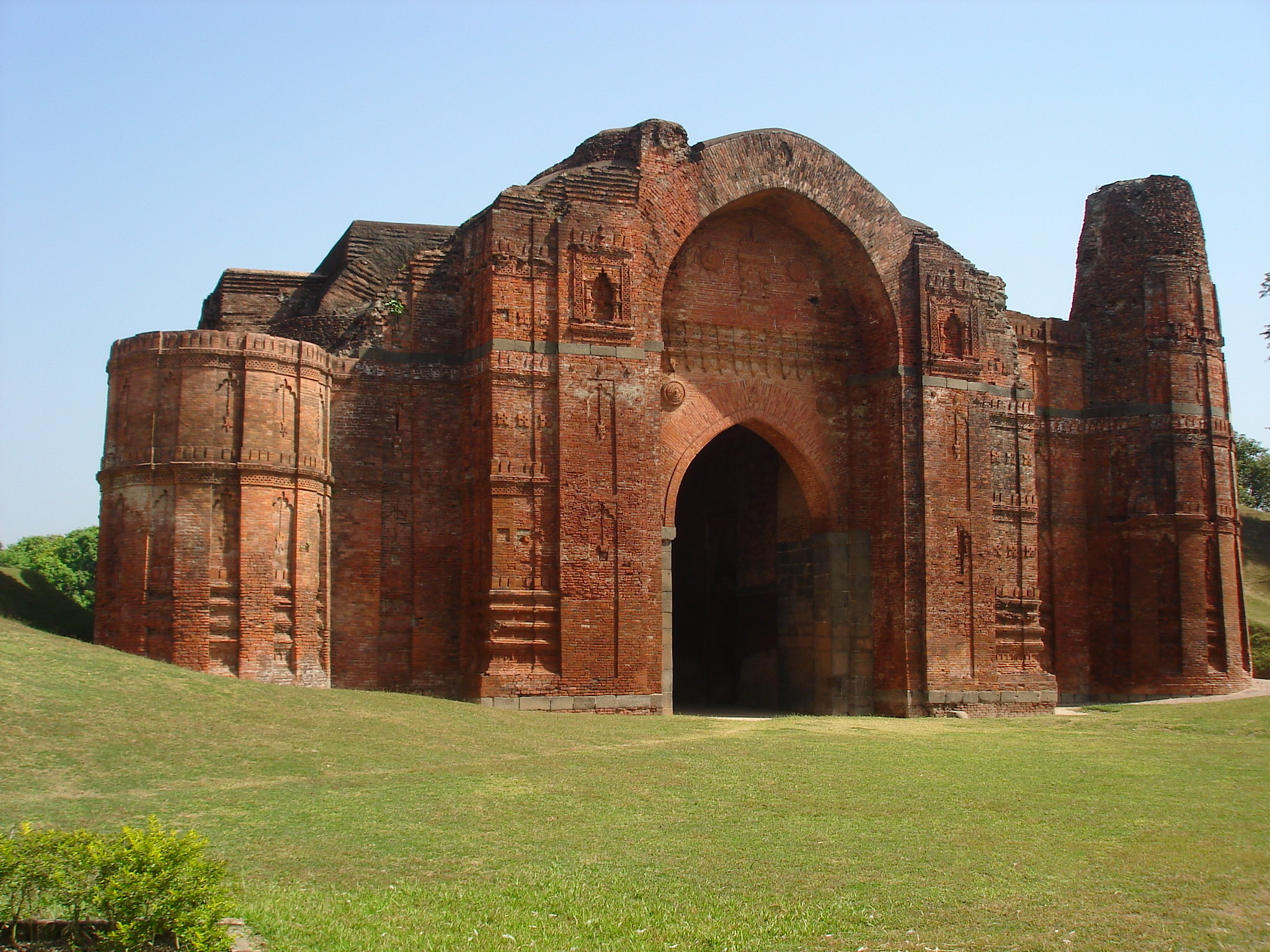